# ヒダベリイソギンチャク
ヒダベリイソギンチャク (Metridium senile) はイソギンチャクの一種である。

## 形態
足盤は体部よりもかなり直径が大きい。体部は長く円筒形で、表面は滑らかで粘液で覆われる。体部にいぼや吸盤はなく、上端には堤と溝があり、口盤につながる。口盤は大きく、深く波打って体部に覆い被さる。触手は細くて先端は尖る。口盤内の触手は密度が低く長いが、縁にある触手は高密度に配置され短い。大型個体は非常に多数の触手を持つ。小型個体はそれよりも本数は少ないが、比較的長い触手を持つ。触手は透明だが、白い縞が現れることがある。体部は白・クリーム色・ピンク・橙・赤・灰色・茶色・薄緑など変化に富む。口の周辺は体部の色によらず橙赤色となる。暗い体部と明るい口盤を持つ個体もいる。潮間帯付近のものは背が低くて口盤が大きく、より深いところのものほど高く伸び上がる傾向がある。
いくつかの変種が確認されている。M. senile var. dianthus は上で解説した変種で、1000本を超える触手を持ち、高さ30cm、足盤径15cmにまで成長する。M. senile var. pallidus はこれより小さく、最大でも足盤径2.5cm程度で、口盤の波打ちも小さく、触手も200本より少ない。矮化した変種だと考えられる。これらの中間的な形態を持つ変種もある。
ヨハネス・ペーター・ミュラーは変種 dianthus を"最も美しいイソギンチャク"と評価している。全ての触手を展開した姿はヤシに似て印象的であるが、触手を収納すると不規則なクラゲのような塊となり目立たない。

## 分布
ヨーロッパ大西洋岸では、ビスケー湾からノルウェー、アイスランドに分布する。アメリカ東海岸、南アフリカ・アルゼンチン・日本からも報告されている。波打ち際の下、100m以浅の浅海域で見られる。
日本では寒流系の種であり、その中では大型のもっとも普通な種であり、東北地方から北海道の潮間帯で普通である。

## 生態
岩や貝殻などの硬い表面に貼り付いて生活する。流れの強い場所を好む。小型個体は浅い場所に生息し、石の下、張り出しの下、影になった場所などで見られる。貝類が穴を開けた柔らかい岩や、大きな礫の下を特に好む。深い場所にはより大きな個体が生息し、杭・パイプ・桟橋の支柱・岸壁などに豊富に見られることもある。イギリス海峡ではカキやイタヤガイ科を狙った底引き網でよく獲れる。カキ1つに20個体が付着していることもある。
水流に乗って流れてくる小動物を食べる。餌は主に多毛類・軟体動物・ホヤ・フジツボ等の幼生、カイアシ・端脚類等である。本種はウミウシ類のオオミノウミウシ・ウミグモ類の Pycnogonum littorale ・イトカケガイ属 Epitonium spp.・カレイ科の Pseudopleuronectes americanus ・タイ科のメジナモドキ Spondyliosoma cantharus などに捕食される。
雄性先熟の雌雄同体である。卵子・精子は口から放出され、受精してプラヌラ幼生となる。幼生は1-6ヶ月の間プランクトンとして浮遊生活を送り、その後着底して変態する。これは本種が新しい海域に分布を広げる手段である。
無性生殖によって増えることも可能である。縦分裂のほか、出芽・足盤裂片からの再生によっても増える。アクアリウムにおいても足盤裂片を残しながら移動するため、1週間ほどで小型のイソギンチャクが大量に出現することになる。
1856年、イングランドのトーベイで行われた浚渫で、1枚の木の板が引き揚げられた。この板には、様々な大きさの本種が400個体以上貼り付いていた。板の片面は全て白色個体、もう片面は全て橙色個体だった。博物学者のフィリップ・ヘンリー・ゴスは、これについて、板の各面に別々の個体が着底し、それが足盤裂片によって増えていった結果である、と書いている。
成長は早く、幼体の足盤径は1日に0.6-0.8 mmずつ増大する。5ヶ月で、足盤径は平均45mmに達する。